# Togiak
Togiak es una ciudad ubicada en el Área censal de Dillingham en el estado estadounidense de Alaska. En el Censo de 2010 tenía una población de 817 habitantes y una densidad poblacional de 1,39 personas por km².

## Geografía
Togiak se encuentra en las coordenadas 59°2′26″N 160°25′53″O / 59.04056, -160.43139. Según la Oficina del Censo de los Estados Unidos, Togiak tiene una superficie total de 585.98 km², de la cual 115.04 km² corresponden a tierra firme y (80.37%) 470.94 km² es agua.

## Demografía
Según el censo de 2010, había 817 personas residiendo en Togiak. La densidad de población era de 1,39 hab./km². De los 817 habitantes, Togiak estaba compuesto por el 5.51% blancos, el 0.24% eran afroamericanos, el 77.97% eran amerindios, el 0% eran asiáticos, el 0.12% eran isleños del Pacífico, el 0.24% eran de otras razas y el 15.91% pertenecían a dos o más razas. Del total de la población el 1.84% eran hispanos o latinos de cualquier raza.